# پرداخت انبوه
پرداخت انبوه مجموعه‌ای از فرآیندهای تولیدی است که امکان پرداخت هم‌زمان تعداد زیادی از قطعات را فراهم می‌کند. هدف این روش، صیقل‌کاری، لبه‌گیری (Deburring)، تمیزکاری، گرد کردن لبه‌ها، حذف پلیسه، از بین بردن پوسته‌های اکسیدی، زدودن زنگ‌زدگی، پولیش، براق‌سازی، سخت‌کاری سطحی، آماده‌سازی قطعات برای فرآیندهای تکمیلی، یا جداسازی راهگاه‌های ریخته‌گری تحت فشار است.

## انواع فرآیندهای پرداخت انبوه
پرداخت انبوه به دو دسته اصلی تقسیم می‌شود:
1. پرداخت سطح چرخشی (Tumble Finishing) یا پرداخت بشکه‌ای (Barrel Finishing)
2. پرداخت ارتعاشی (Vibratory Finishing)

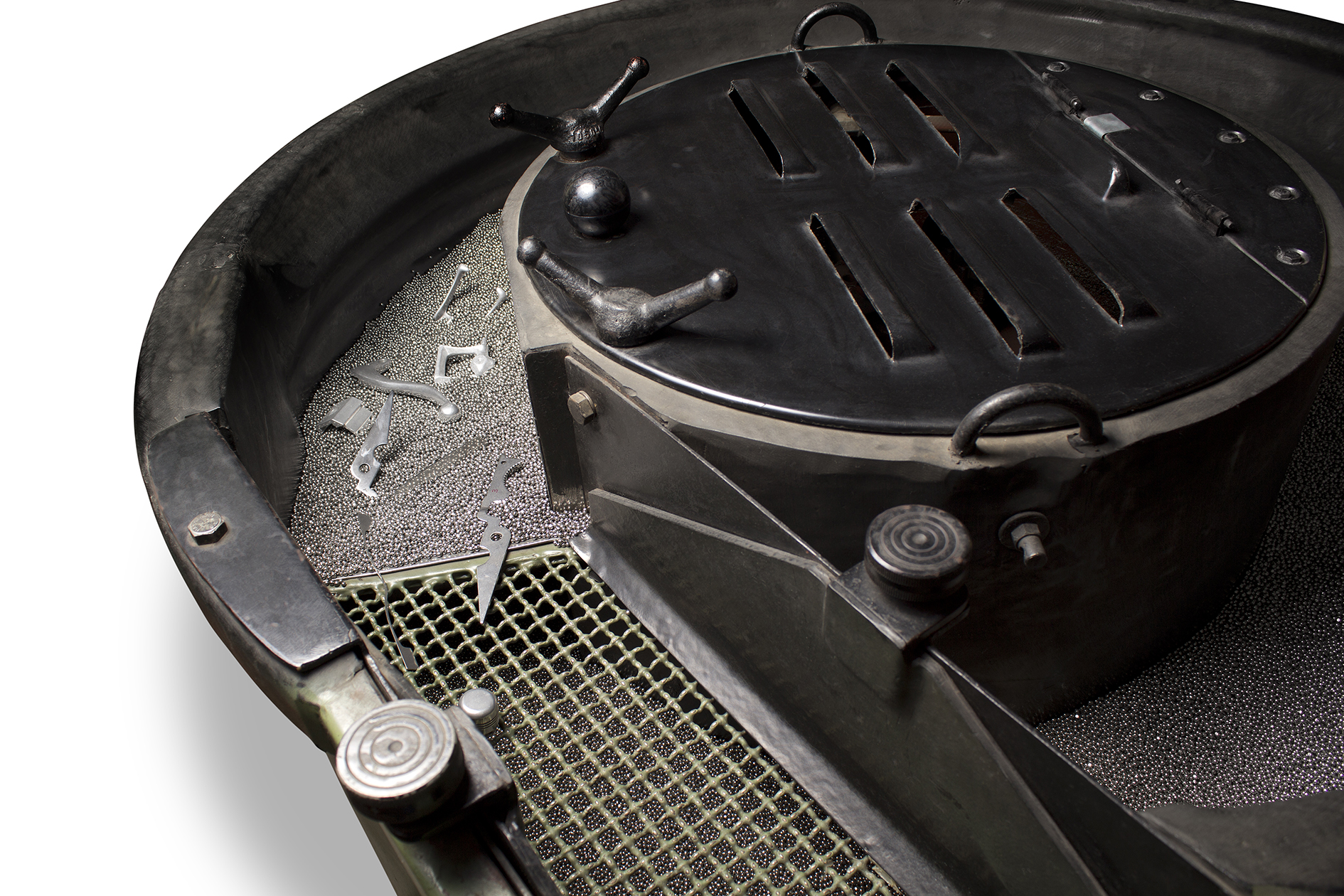
ساب‌زن ارتعاشی

در هر دو روش، تماس سایشی بین سطوح از طریق یک حرکت چرخه‌ای ایجاد می‌شود. در برخی موارد، قطعات به‌طور مستقیم با یکدیگر اصطکاک پیدا می‌کنند، اما معمولاً از محیط پرداخت‌کننده (Finishing Media) مانند ذرات ساینده سرامیکی، رزینی، فلزی یا طبیعی استفاده می‌شود.

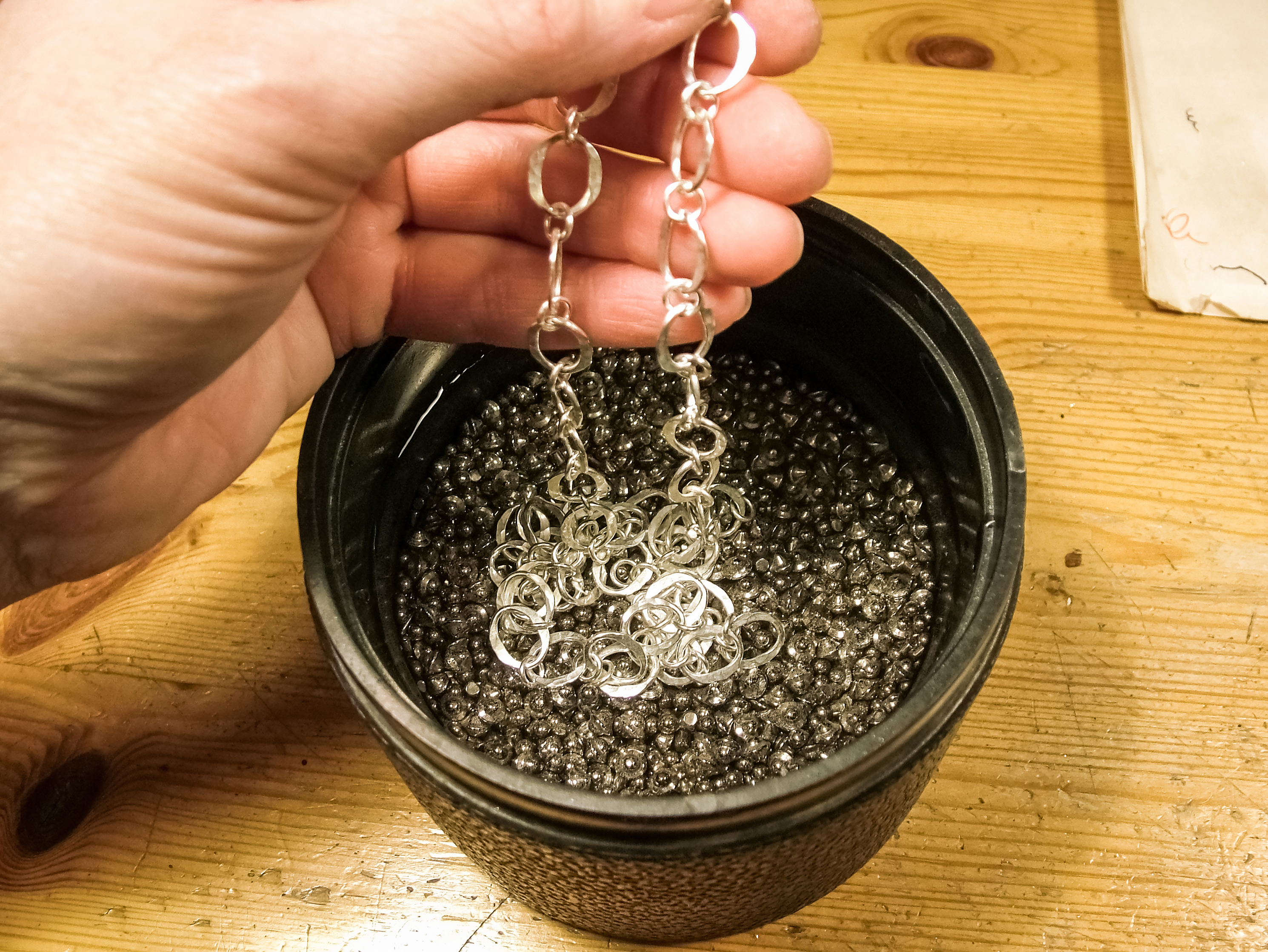
درام غلتشی چرخشی همراه با مخلوط ساچمه‌ها و پین‌های فولادی، آب و صابون.

پرداخت انبوه می‌تواند به دو روش خشک یا مرطوب انجام شود. در روش مرطوب، از روانکارها، شوینده‌ها یا مواد ساینده مایع برای بهبود کیفیت سطح استفاده می‌شود، درحالی‌که روش خشک فاقد این مواد است. مدت زمان فرآیند بسته به جنس قطعات و الزامات پرداخت متغیر بوده و از ۱۰ دقیقه برای قطعات غیرآهنی تا ۲ ساعت برای فولادهای سخت‌شده متغیر است.

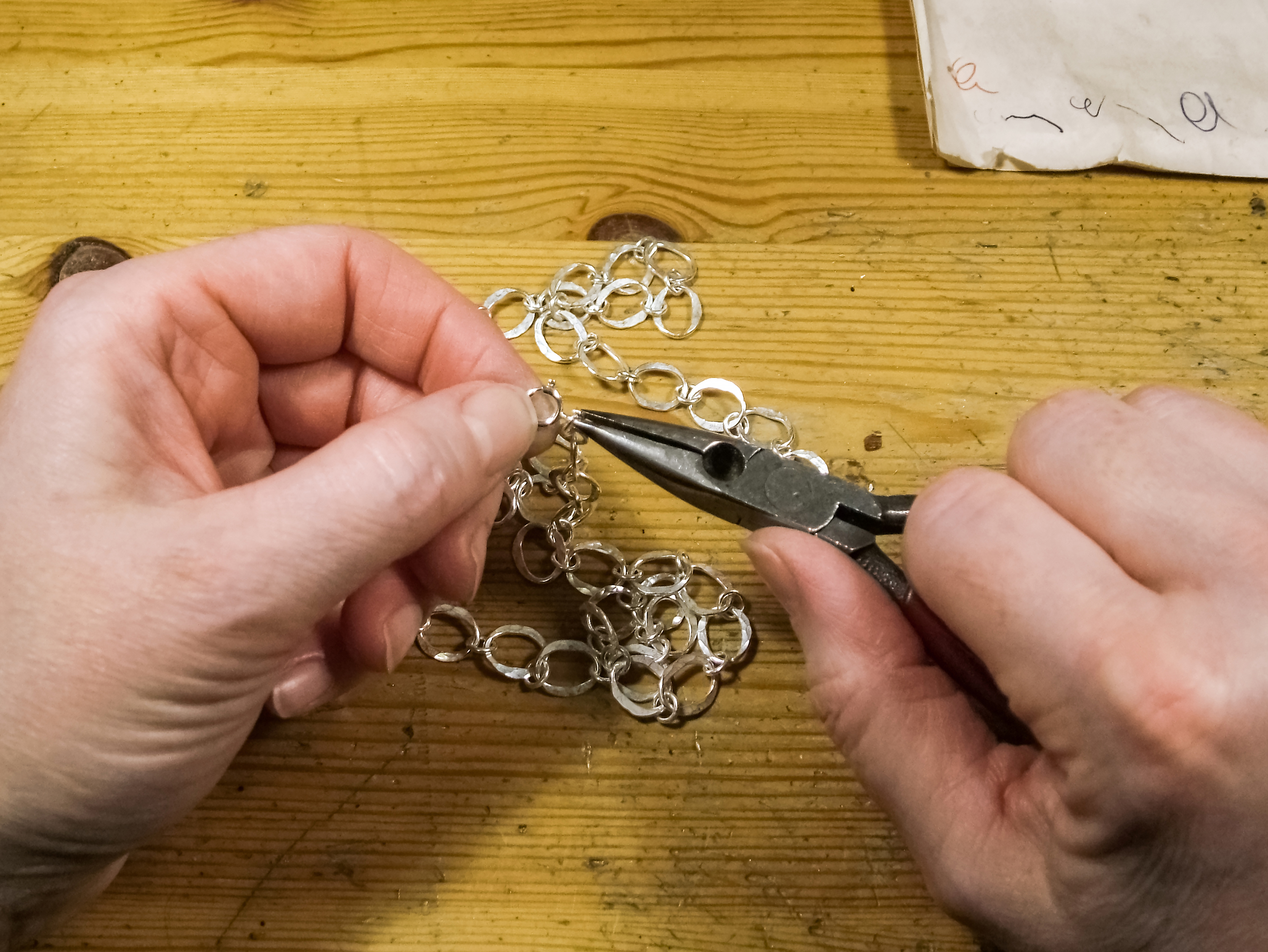
یک زنجیر نقره درون درام غلتشی که حاوی مخلوط ساچمه‌ها و پین‌های فولادی، آب و صابون است، قرار داده می‌شود تا زنجیر صیقل داده شود. سپس، درام بسته شده و به مدت حدود ۱۸ ساعت روی رَک دستگاه تامبلر قرار می‌گیرد.

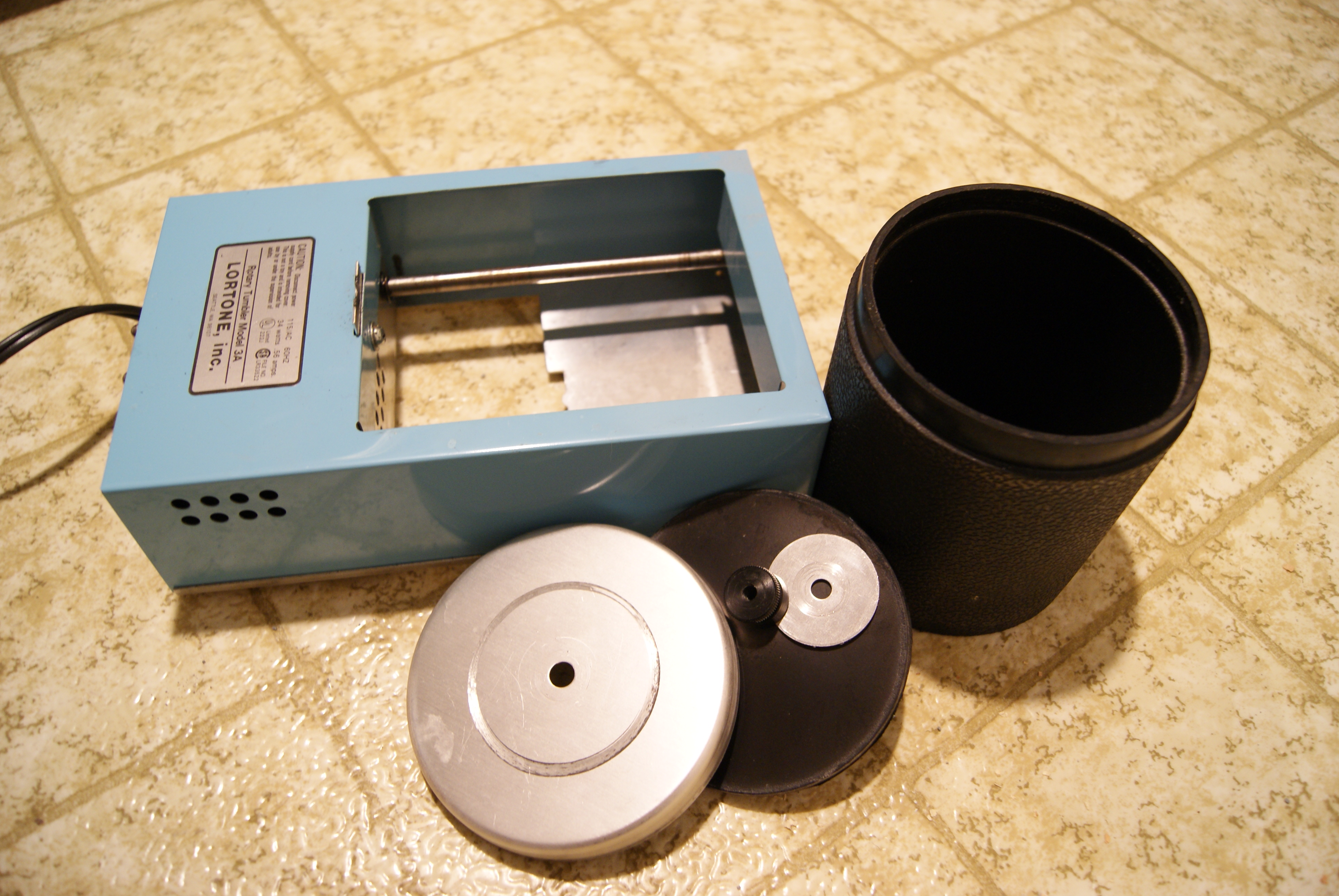
بررسی اجزای سازنده

## روش‌های اجرایی در پرداخت انبوه
پرداخت انبوه را می‌توان به دو روش اصلی اجرا کرد:
- سیستم نوبتی (Batch System): در این روش، قطعات به‌صورت دسته‌ای پردازش شده و پس از اتمام فرآیند، دسته جدیدی جایگزین می‌شود.
- سیستم پیوسته (Continuous System): در این روش، قطعات به‌صورت مداوم وارد دستگاه شده و پس از پرداخت، به‌طور پیوسته از سوی دیگر خارج می‌شوند.

همچنین، گاهی از پرداخت ترتیبی (Sequencing) استفاده می‌شود که در آن قطعات به‌صورت مرحله‌به‌مرحله از چندین فرآیند مختلف پرداخت عبور می‌کنند تا به سطحی با کیفیت بهینه دست یابند. معمولاً، با هر مرحله، زبری سطح کاهش یافته و پرداخت نهایی دقیق‌تر می‌شود.

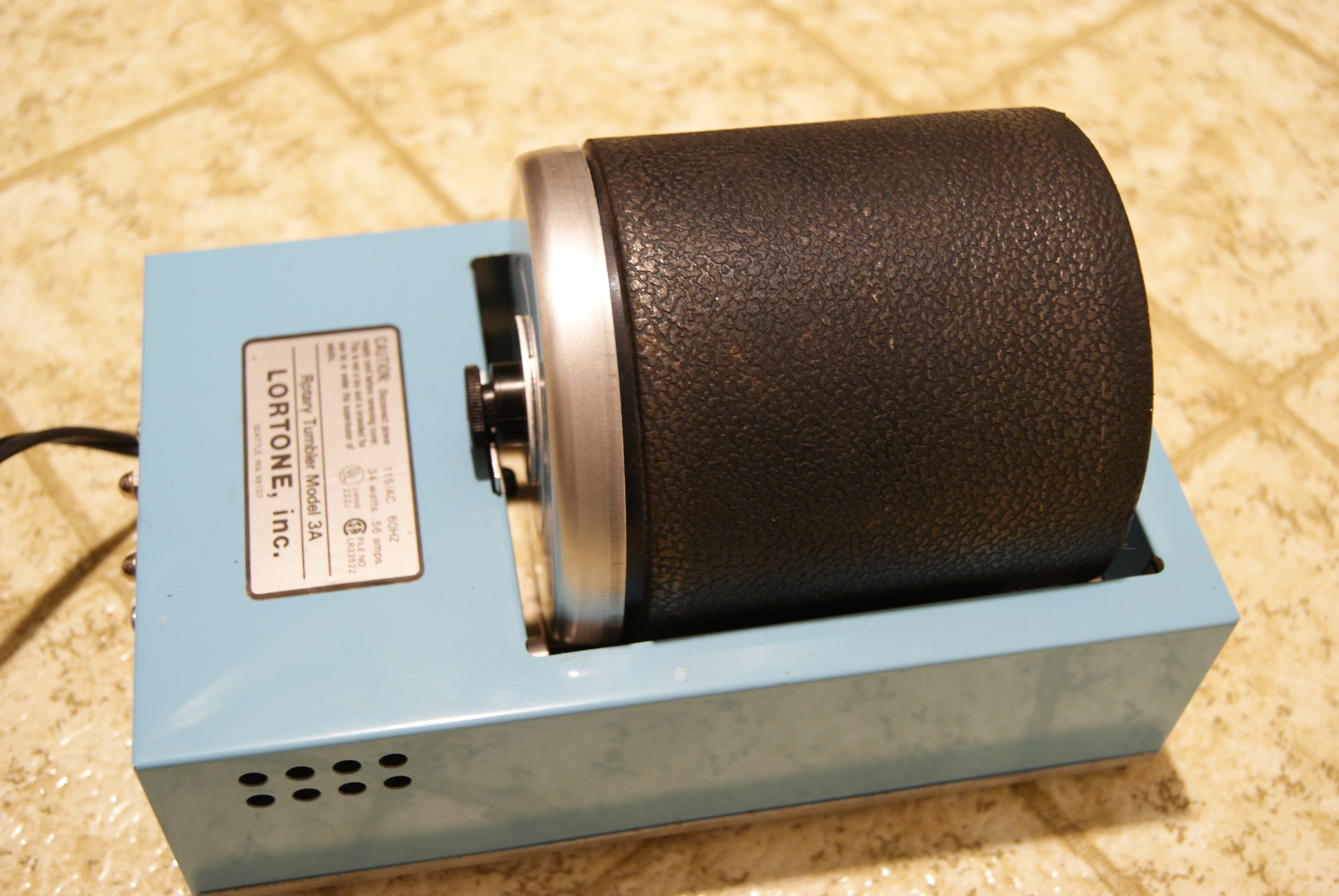
تامبلر سنگ کوچک با بشکه در جای خود، آماده برای چرخش.

## محیط‌های پرداخت و عملکرد آن‌ها
محیط‌های پرداخت‌کننده (Media) نقش مهمی در لبه‌گیری، پرداخت، جداسازی قطعات، و تمیزکاری سطحی دارند. این محیط‌ها به چهار دسته عملکردی تقسیم می‌شوند:
1. برش (Cutting Media):  محیط‌های پرداخت برشی (Cutting Media) قادر به حذف پلیسه (Deburring) و صاف‌کاری سطوح هستند. این محیط‌ها با حمل دانه‌های ساینده، نیروی ضربه‌ای بیشتری را به سطح فلزی اعمال کرده و کارایی فرآیند پرداخت را افزایش می‌دهند. در نتیجه، این نوع محیط‌ها معمولاً سطوحی مات و بدون درخشندگی ایجاد می‌کنند.
2. براق‌سازی (Luster-promoting Media):  برخی از انواع محیط‌های پرداخت به‌گونه‌ای طراحی شده‌اند که درخشندگی سطح قطعات فلزی را افزایش دهند. این محیط‌ها معمولاً غیربرنده یا دارای درجه سایندگی بسیار پایین هستند. فرآیند حذف پلیسه در این روش از طریق ضربه‌زنی (Peening) انجام می‌شود، نه از طریق برش یا سایش مستقیم.  انتخاب نوع محیط پرداخت تأثیر مستقیمی بر درجه براقیت سطح دارد و می‌تواند باعث ایجاد سطحی براق و درخشان، مات و کدر با الگوی خراش تصادفی، یا حالتی بینابین شود.
3. جداسازی قطعات (Part Separation): یکی از مهم‌ترین وظایف محیط‌های پرداخت، جداسازی قطعات در حین عملیات لبه‌گیری، برش، بهبود سطح و براق‌سازی است. نسبت حجمی محیط پرداخت به قطعات (Media:Parts Volume Ratio) نقش کلیدی در کنترل میزان تماس قطعات با یکدیگر در فرآیندهای پرداخت ارتعاشی (Vibratory Finishing) و غلتشی (Tumble Finishing) دارد. نسبت حجمی پایین: تماس زیادی بین قطعات رخ می‌دهد، که می‌تواند باعث سایش ناخواسته بین آن‌ها شود. نسبت حجمی بالا: میزان تماس قطعات با یکدیگر کاهش یافته و فرآیند پرداخت یکنواخت‌تر انجام می‌شود.
4. سایش سطحی (Surface Scrubbing):  محیط‌های پرداخت دارای توانایی منحصر‌به‌فرد در تمیزکاری سطوح هستند و می‌توانند فرآیندهای شیمیایی پاک‌سازی را به‌صورت فیزیکی تقویت کنند. هر دو نوع ساینده (Abrasive) و غیرساینده (Non-Abrasive) در این فرآیند مؤثرند.  این محیط‌ها قادر به حذف آلودگی‌های آلی، لایه‌های اکسیدی (Scale) و سایر باقی‌مانده‌های غیرآلی از سطح قطعات هستند. به همین دلیل، محیط‌های پرداخت در مواد متنوعی تولید می‌شوند تا نیازهای مختلف صنایع را برآورده کنند.

## انواع محیط‌های پرداخت

### محیط‌های آلومینیومی (Aluminum Media)
محیط‌های پرداخت آلومینیومی معمولاً به‌صورت قطعات ریخته‌گری‌شده در اشکال و اندازه‌های متنوع تولید می‌شوند. این محیط‌ها قابلیت تمیزکاری قطعات را داشته و می‌توانند همراه با ترکیبات شیمیایی پاک‌کننده برای حذف ناخالصی‌های سطحی به کار روند.
از آنجا که آلومینیوم نسبتاً غیرساینده است، می‌تواند بدون تأثیرگذاری بر کیفیت سطح قطعه، آلودگی‌ها را حذف کند. هزینه آن معمولاً بالاتر از سایر محیط‌های ریخته‌گری‌شده است. نرخ سایش آن کمتر از محیط‌های سرامیکی اما بیشتر از محیط‌های فولادی است.

### محیط‌های سرامیکی (Preformed Ceramic Media)
محیط‌های پرداخت سرامیکی از ترکیب مواد رسی، آب و مواد ساینده ساخته می‌شوند. این ترکیب ابتدا به شکل‌های موردنظر قالب‌گیری شده، سپس خشک و در دمای بالا پخته می‌شود تا چسب سرامیکی به حالت شیشه‌ای (Vitrified) درآید. بسیاری از این چسب‌ها دارای ماهیت چینی‌مانند هستند.
ویژگی‌های این محیط‌های پرداخت بسته به نوع چسب مورد استفاده، دمای پخت، مقدار، اندازه و نوع دانه‌های ساینده و یکنواختی فرآیند پخت متغیر است. امروزه، محیط‌های سرامیکی پرکاربردترین نوع در سیستم‌های پرداخت انبوه محسوب می‌شوند، زیرا در اشکال و اندازه‌های متنوع در دسترس‌اند، هزینه پایینی دارند و نرخ سایش کمی را تجربه می‌کنند، که آن‌ها را به گزینه‌ای اقتصادی و کارآمد تبدیل کرده است.

### محیط‌های پلیمری (Preformed Resin-Bonded Media)
محیط‌های پرداخت پلاستیکی یا رزین‌باند (Resin-bonded Media) از طیف وسیع‌تری از انواع و اندازه‌های ساینده نسبت به محیط‌های سرامیکی پیش‌ساخته استفاده می‌کنند. محبوب‌ترین انواع این محیط‌ها، آن‌هایی هستند که از کوارتز به‌عنوان ساینده استفاده می‌کنند. همچنین آلومینیوم اکسید، کاربید سیلیکون و سایر ساینده‌ها نیز در این محیط‌ها به‌کار می‌روند.
در این نوع محیط‌ها معمولاً از رزین‌های پلی‌استر ارزان‌قیمت به‌عنوان چسب استفاده می‌شود و اشکال مختلف از طریق ریخته‌گری تولید می‌شوند.
محیط‌های رزین‌باند برای آماده‌سازی سطوح فلزی جهت آبکاری بسیار مناسب هستند.

### محیط‌های فولادی (Steel Media)
محیط‌های پرداخت فولادی که دارای سخت‌کاری سطحی (Case Hardened) و آرام‌سازی تنش هستند، در اندازه‌ها و شکل‌های مختلف موجود می‌باشند. متداول‌ترین اشکال این محیط‌ها شامل کره‌ها، کره‌های با نقاط صاف، بیضی‌ها (شبیه توپ فوتبال)، سیم‌های برش‌خورده به‌صورت مورب مشابه استوانه‌های برش‌خورده زاویه‌دار، مخروط‌های توپی و مخروط‌ها (که تفاوت‌هایی با مفهوم عمومی مخروط‌ها دارند) و پین‌ها می‌باشند.
این محیط‌ها تقریباً 300 پوند در هر فوت مکعب وزن دارند و هزینه نصب اولیه آن‌ها بالاست، اما به دلیل نرخ سایش کم و تمیزی بسیار بالا، به‌طور گسترده‌تری برای حذف پلیسه‌های سبک و تمیزکاری استفاده می‌شوند. همچنین ترکیبات خاصی برای تمیز و براق نگه‌داشتن محیط‌های پرداخت فولادی برای مدت زمان طولانی وجود دارد.

### محیط‌های تصادفی مصنوعی (Synthetic Random-Shaped Media)
محبوب‌ترین محیط‌های پرداخت مصنوعی تصادفی، آلومینیوم اکسید ذوب‌شده (Fused Aluminum Oxide) است که در درجه‌های مختلف موجود می‌باشد. مواد با دانه‌بندی درشت‌تر و باند ضعیف‌تر دارای ویژگی‌هایی مانند برش سریع و نرخ استهلاک بالا هستند. به دلیل رنگ تیره آلومینیوم اکسید ذوب‌شده، آلودگی حاصل از این ماده در بسیاری از کاربردها زیاد است.
آلومینیوم اکسید ذوب‌شده با دانه‌بندی ریز معمولاً برای براق‌سازی استفاده می‌شود و در این زمینه، در بسیاری از کاربردها، به‌ویژه در سطوح سخت مانند استیل، عملکردی بی‌نظیر دارد. در صورتی که نیاز به برش سبک باشد، آلومینیوم اکسید دانه ریز می‌تواند درخشندگی بهتری بر روی فولاد ضدزنگ و سایر سطوح سخت ایجاد کند، نسبت به آنچه که با محیط‌های فولادی براق‌سازی به دست می‌آید.

### محیط‌های تصادفی طبیعی (Natural Random-Shaped Media)
سنگ‌های رودخانه‌ای، گرانیت، کوارتز، سنگ آهک، اَمِری و سایر مواد ساینده طبیعی نیز در فرآیندهای پرداخت ارتعاشی (Vibratory) و غلتشی (Tumble Finishing) استفاده می‌شوند. به‌طور کلی، این نوع محیط‌ها به دلیل نرخ سایش بالا در دستگاه‌های ارتعاشی کارایی زیادی ندارند.

### محیط‌های ارگانیک (Cobmeal, Walnut-Shell Flour, etc.)
این مواد به‌دلیل توانایی طبیعی خود در جذب آب از سطوح فلزی برای فرآیندهای خشک‌کردن استفاده می‌شوند. همچنین می‌توانند با ساینده‌ها ترکیب شده و برای پرداخت نهایی در دستگاه‌های ارتعاشی، بشکه‌ای (Barrel) یا محور (Spindle) به‌کار روند.

### محیط‌های خاص دیگر
در برخی از موارد، میخ‌های کفش، چرم، میخ‌های فرش و بسیاری از مواد جامد دیگر در پرداخت غلتشی (Tumble Finishing) یا پرداخت ارتعاشی (Vibratory Finishing) برای کاربردهای خاص مورد استفاده قرار گرفته‌اند.

## ترکیبات شیمیایی (Compounds) در پرداخت انبوه
ترکیباتی که به فرآیندهای پرداخت انبوه اضافه می‌شوند، برای حذف پلیسه (Deburring)، براق‌سازی (Burnishing)، برش (Cutting)، تمیزکاری (Cleaning)، حذف لایه‌های اکسیدی (Descaling) و ممانعت از خوردگی (Inhibiting Corrosion) استفاده می‌شوند. این ترکیبات می‌توانند به‌صورت مایع یا پودر خشک باشند. به‌طور معمول، این ترکیبات به چهار نوع اصلی تقسیم می‌شوند:
1. ترکیبات لبه‌گیری و پرداخت (Deburring & Finishing Compounds):  این ترکیبات عمدتاً برای تعلیق ذرات ریزی که در هنگام حذف پلیسه و سایش قطعات ایجاد می‌شوند، طراحی شده‌اند. همچنین، این ترکیبات به‌منظور تمیز نگه داشتن قطعات و ممانعت از خوردگی نیز استفاده می‌شوند.
2. ترکیبات براق‌سازی (Burnishing Compounds):  ترکیبات براق‌سازی (Burnishing Compounds) برای افزایش درخشندگی و ایجاد رنگ‌های خاص پس از پرداخت انبوه طراحی شده‌اند
3. ترکیبات تمیزکننده (Cleaning Compounds):  این ترکیبات معمولاً اسیدهای رقیق یا صابون‌ها هستند که برای حذف خاک، چربی یا روغن از قطعات ورودی طراحی شده‌اند. همچنین، این ترکیبات مقاومت در برابر خوردگی را برای قطعات آهنی و غیرآهنی فراهم می‌کنند.
4. تثبیت‌کننده‌های آب (Water Stabilizers):  این ترکیبات همراه با آب استفاده می‌شوند تا سختی آب و سطح یون‌های فلزی را به‌طور ثابت نگه دارند. این امر کمک می‌کند تا نتایج یکسانی از یک بچ به بچ دیگر حاصل شود.

## اهمیت و چالش‌های پرداخت انبوه
پرداخت انبوه به دلیل ماهیت تصادفی و غیرخطی فرآیند، ترکیبی از علم و تجربه محسوب می‌شود. بهینه‌سازی متغیرهایی مانند سرعت، زمان، نوع محیط ساینده، اندازه و شکل ذرات، درصد رطوبت، ترکیبات شیمیایی و میزان بارگیری دستگاه، تأثیر مستقیمی بر کیفیت پرداخت دارد.

## کاربردهای صنعتی پرداخت انبوه
این فرآیند در طیف وسیعی از صنایع، ازجمله خودروسازی، هوافضا، پزشکی، قالب‌سازی، جواهرسازی و ابزار دقیق کاربرد دارد. بهینه‌سازی فرآیند پرداخت انبوه می‌تواند تأثیر چشمگیری بر کاهش هزینه‌های تولید، افزایش کیفیت سطح، بهبود خواص مکانیکی و آماده‌سازی قطعات برای پوشش‌دهی یا سایر فرآیندهای تکمیلی داشته باشد.